# Medaljongblomster
Medaljongblomster (Melampodium) är ett släkte av korgblommiga växter. Medaljongblomster ingår i familjen korgblommiga växter.

## Bildgalleri

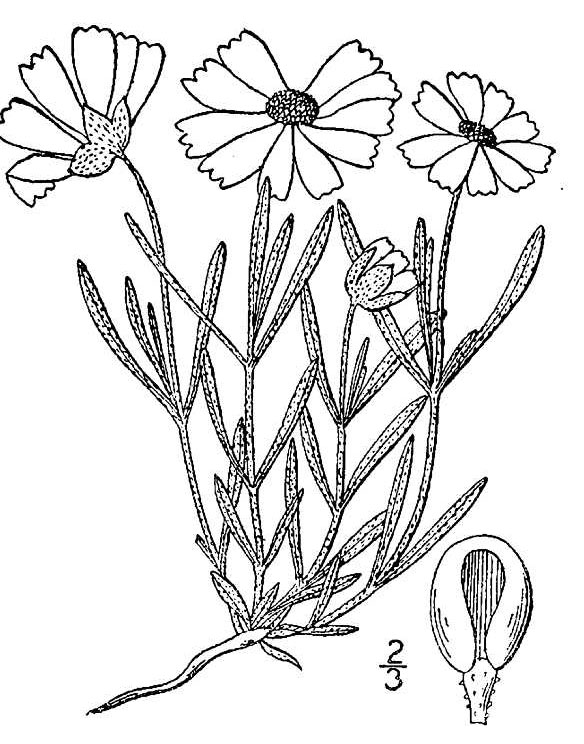

## Dottertaxa till Medaljongblomster, i alfabetisk ordning[1]
- Melampodium americanum
- Melampodium appendiculatum
- Melampodium argophyllum
- Melampodium aureum
- Melampodium bibracteatum
- Melampodium cinereum
- Melampodium costaricense
- Melampodium cupulatum
- Melampodium dicoelocarpum
- Melampodium diffusum
- Melampodium divaricatum
- Melampodium glabribracteatum
- Melampodium glabrum
- Melampodium gracile
- Melampodium leucanthum
- Melampodium linearilobum
- Melampodium longicorne
- Melampodium longifolium
- Melampodium longipes
- Melampodium longipilum
- Melampodium mayfieldii
- Melampodium microcephalum
- Melampodium mimulifolium
- Melampodium montanum
- Melampodium nayaritense
- Melampodium northingtonii
- Melampodium nutans
- Melampodium paniculatum
- Melampodium percussum
- Melampodium perfoliatum
- Melampodium pilosum
- Melampodium pringlei
- Melampodium repens
- Melampodium rosei
- Melampodium sericeum
- Melampodium sinaloense
- Melampodium sinuatum
- Melampodium strigosum
- Melampodium tenellum
- Melampodium tepicense